# Death Before Dishonor (groupe)
Pour l’article homonyme, voir Death Before Dishonor.
Death Before Dishonor est un groupe de punk hardcore américain, originaire de Boston, dans le Massachusetts. Il est considéré comme l'un des piliers actuels de la scène beatdown hardcore de Boston, le groupe multiplie les concerts et tournées à travers le pays.

## Biographie
En 2003, Death Before Dishonor et le groupe Nourish the Flame collaborent sur un split CD pour le label Spook City Records. À cette période, Nourish the Flame avait déjà terminé l'enregistrement de ses morceaux, tandis que Death Before Dishonor entrera aux Skylight Studios (Bensalem, PA) en avril pour la sortie du split prévue en mai 2003. À la fin 2004, Death Before Dishonor signe avec le label Bridge 9 Records auquel le groupe publie son EP Friends Family Forever. 
En 2006, ils tournent aux États-Unis avec le groupe local No Turning Back. En 2007, le groupe publie son premier album Count Me In. La même année, ils sont notamment à l'affiche du Persistence Tour 2007 (aux côtés d'Agnostic Front et d'Hatebreed), qui, quant à lui, traverse l'Europe. Ils tournent, encore en 2007, le clip du morceau Break Through It All à Boston avec le réalisateur Joseph Pattisall (Bury Your Dead). Le groupe passe ensuite l'année 2008 à tourner en Europe et au Japon,. Cette même année, en quatre ans, après avoir rejoint Bridge Nine, ils comptent au total deux albums, deux vinyles, et plus de 250 concerts joués annuellement. En 2009, Bridge Nine annonce le renouvellement de leur contrat. La même année, ils enregistrent et publient leur troisième album, Better Ways to Die.
Ils tournent avec Evergreen Terrace et Stray from the Path entre mars et avril 2010. Toujours en 2010, le groupe annonce le départ du bassiste Rob, et sa recherche d'un nouveau bassiste. En mars 2015, ils annulent une tournée américaine prévue avec le groupe Cross Me.

## Discographie
- 2002 : True Till Death (Spook City)
- 2005 : Friends Family Forever (Bridge 9)
- 2007 : Count Me In (Bridge 9)
- 2009 : Better Ways to Die (Bridge 9)

## Membres

### Membres actuels
- Bryan Harris - chant
- Colin - guitare
- Frankie Puopolo - basse
- Austin - basse
- Ben - batterie

### Anciens membres
- Erik Deitz - guitare (2000–2005)
- Dan Loftus - batterie
- B-Roll - guitare
- Dave-X - guitare
- Rob Deangelis - basse

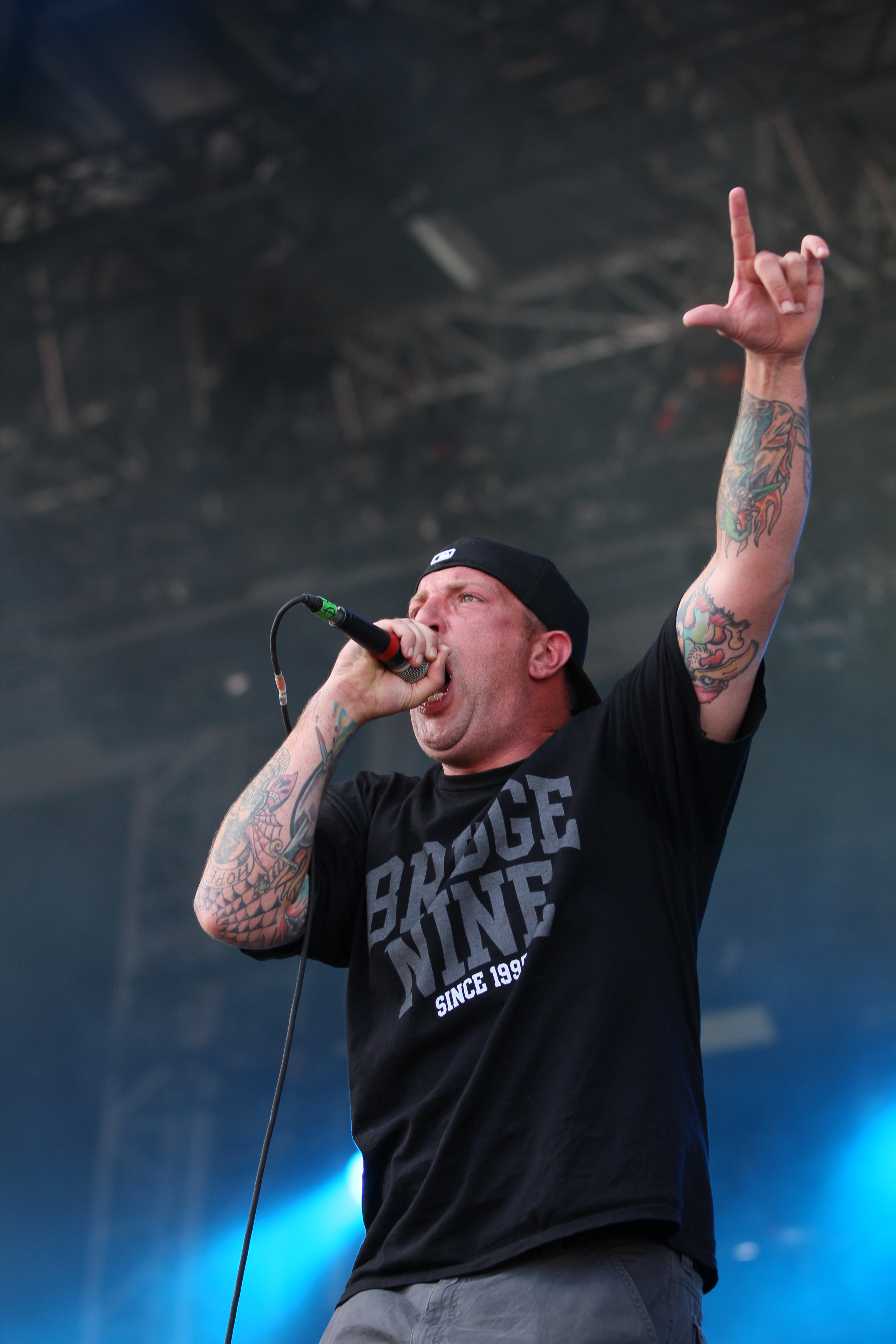
Bryan Harris
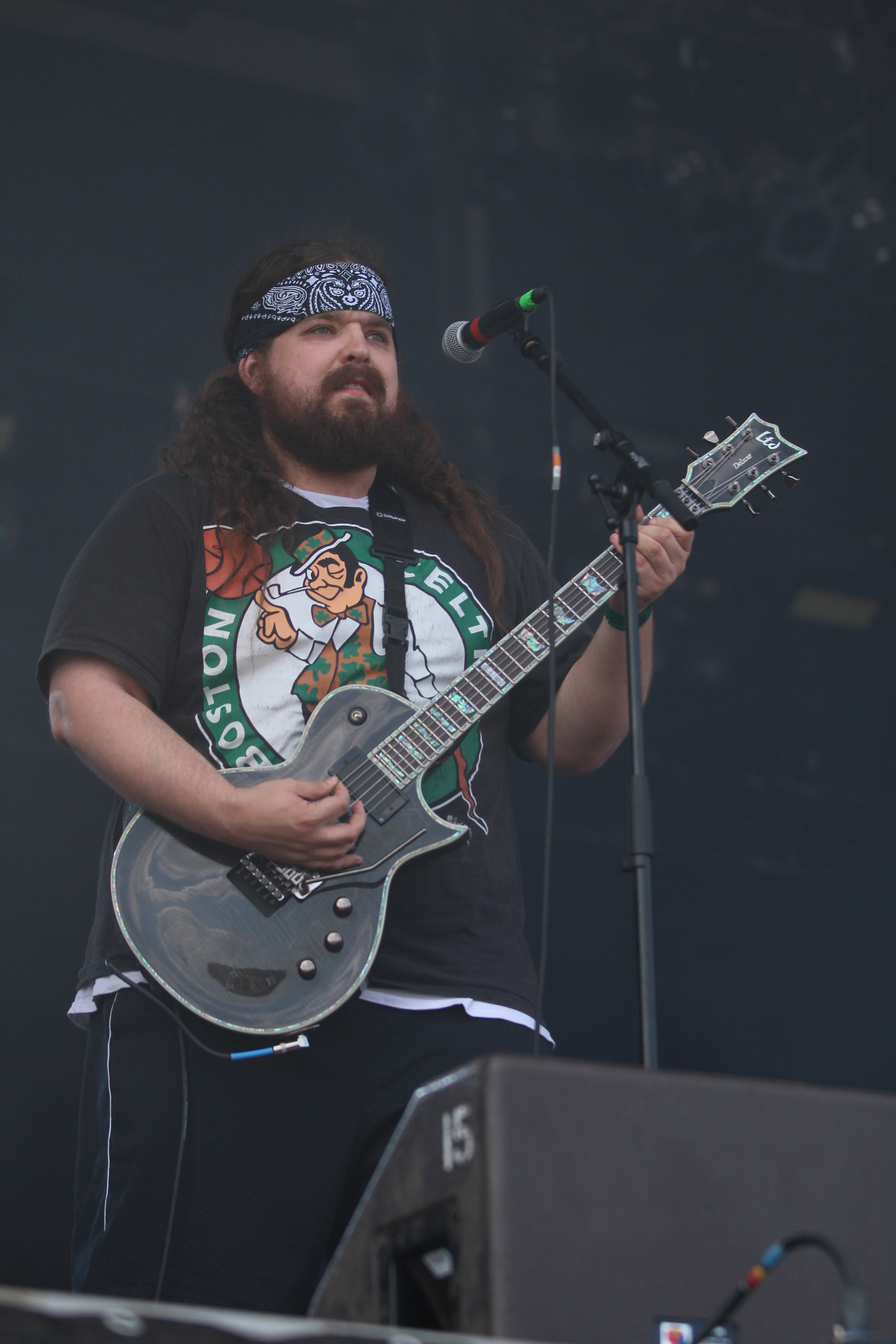
Frankie Puopolo
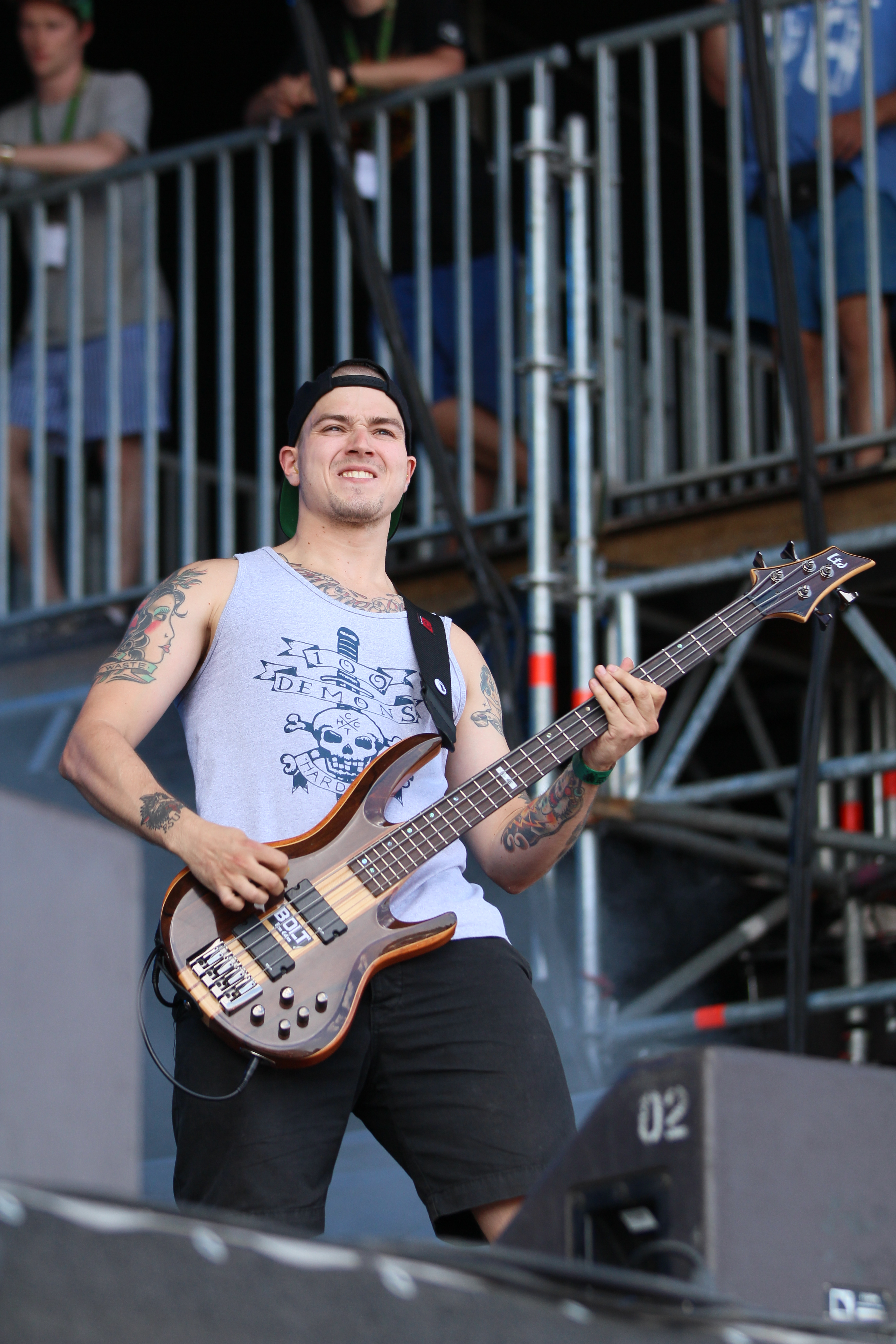
Austin